# Oksana Chvostenko
Oksana Juriïvna Chvostenko (in ucraino Оксана Юріївна Хвостенко?; Černigov, 27 novembre 1977) è un'ex biatleta ucraina.

## Biografia
In Coppa del Mondo ottenne il primo risultato di rilievo il 7 dicembre 1996 a Östersund (80ª), il primo podio il 28 febbraio 1999 a Lake Placid (2ª) e la prima vittoria il 21 gennaio 2007 a Pokljuka.
In carriera prese parte a tre edizioni dei Giochi olimpici invernali, Salt Lake City 2002 (29ª nell'individuale), Torino 2006 (49ª nella sprint, non conclude l'inseguimento, 20ª nell'individuale, 11ª nella staffetta) e Vancouver 2010 (11ª nella sprint, 22ª nell'inseguimento, 29ª nella partenza in linea, 8ª nell'individuale, 8ª nella staffetta), e a sette dei Campionati mondiali, vincendo quattro medaglie.
Una quinta medaglia iridata era stata inizialmente assegnata alla squadra ucraina composta da Valentyna Semerenko, Vita Semerenko, Olena Pidhrušna e Oksana Chvostenko ai Mondiali di Chanty-Mansijsk 2011, ma in seguito venne revocata a causa della squalifica per doping proprio della Chvostenko, che aveva assunto efedrina. L'atleta si è giustificata sostenendo che l'assunzione era stata involontaria: l'efedrina era contenuta in un medicinale. La scarsa quantità della sostanza dopante rinvenuta alle analisi ha indotto l'Unione Internazionale Biathlon a ritenere credibile la giustificazione e ha perciò squalificato la Chvostenko per un solo anno; dal termine della squalifica (12 marzo 2012) la sciatrice, che aveva già in precedenza annunciato il ritiro, non è più tornata alle gare.

## Palmarès

### Mondiali
- 4 medaglie:
  - 2 argenti (staffetta[4] a Chanty-Mansijsk 2003; staffetta[4] a Östersund 2008)
  - 2 bronzi (sprint[4], individuale[4] a Östersund 2008)

### Coppa del Mondo
- Miglior piazzamento in classifica generale: 9ª nel 2007
- 6 podi (3 individuali, 3 a squadre[1]), oltre a quelli ottenuti in sede iridata e validi anche ai fini della Coppa del Mondo:
  - 2 vittorie (1 individuale, 1 a squadre)
  - 3 secondi posti (1 individuale, 2 a squadre)
  - 1 terzo posto (individuale)

#### Coppa del Mondo - vittorie
| Data            | Località | Nazione  | Spec.                                                          |
| --------------- | -------- | -------- | -------------------------------------------------------------- |
| 21 gennaio 2007 | Pokljuka | Slovenia | MS                                                             |
| 7 gennaio 2009  | Oberhof  | Germania | RL (con Olena Pidhrušna, Valentyna Semerenko e Vita Semerenko) |

Legenda:

MS = partenza in linea

RL = staffetta